# Väinameri
Väinameri (estisk for Strædehavet eller svensk Moonsund) eller Väinameri Havet er et stræde i Østersøen, der ligger mellem Vestestiske Øhav og det estiske fastland, i den vestlige del af Estland .
Det går fra den nordlige del af Rigabugten, mod nord til den østlige Østersø.
Väinamerihavet har et areal på ca. 2.200 km².